# Léon Bollée Automobiles
A Léon Bollée Automobiles (oficialmente Société Anonyme des Voiturettes Automobiles Léon Bollée) foi uma fabricante francesa de triciclos e automóveis fundada em 1895 por Léon Bollée.
O primeiro produto da companhia foi o triciclo "Voiturette" de 3 hp, sendo os protótipos construídos na fábrica de Le Mans e algumas centenas de exemplares produzidos pela Hurtu & Diligeon.
No ano seguinte, em novembro de 1896, os irmãos Bollée conquistaram uma "dobradinha" numa corrida entre Londres e Brighton.

## Ligações Externas
- Lost Marques: Bollée (em inglês)